# گالیوس

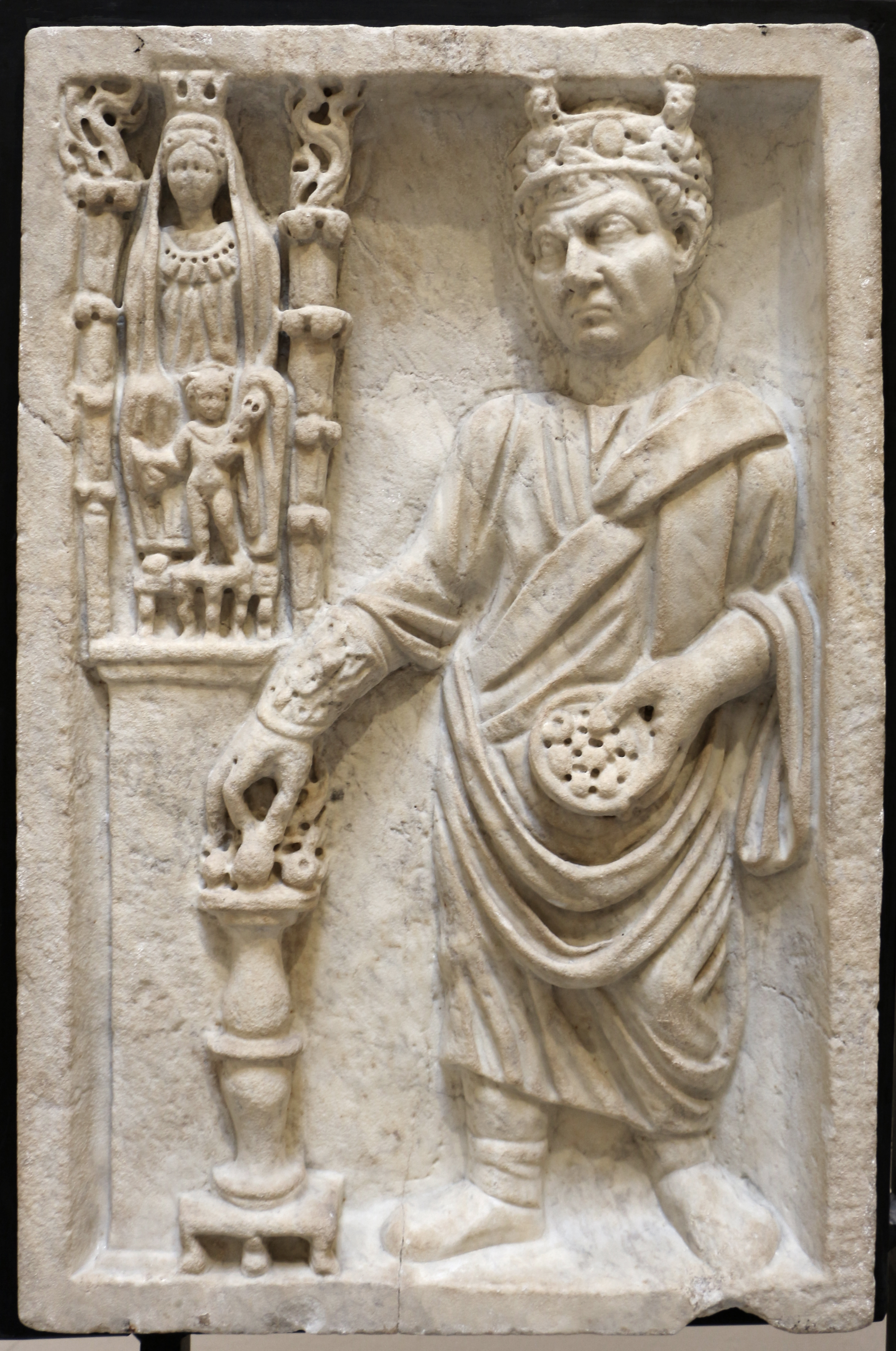
نقش برجسته آرکیگالوس که برای سیبل و آتیس قربانی می‌کند، موزه باستان‌شناسی اوستینس، اوستیا آنتیکا

گالی یا گالیوس (انگلیسی: Galli) خواجه (جنسی) کاهن الهه فریگیه سیبلی (اسطوره‌شناسی) (مادر بزرگ یا مگنا متر در روم) و همسرش آتیس بود، که عبادت او در دین در روم باستان گنجانده شده بود.